# داش‌کسن (جبراییل)
داش‌کسن (ترکی آذربایجانی: Daşkəsən) یک منطقهٔ مسکونی در جمهوری آرتساخ است که در استان هادروت واقع شده‌است.